# David Collins (Gouverneur)

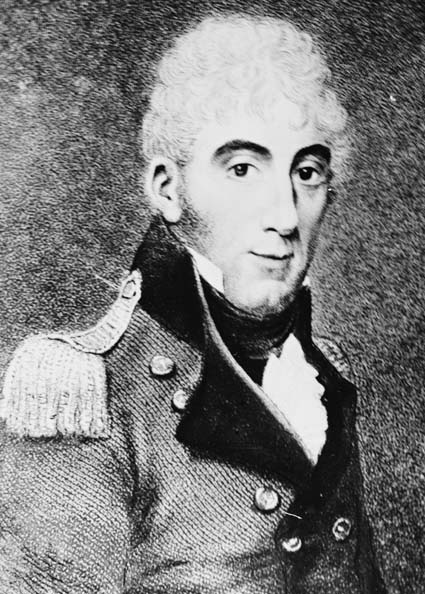
David Collins

David Collins (* 3. März 1754 in London, Vereinigtes Königreich; † 24. März 1810 in Hobart, Tasmanien) war ein britischer Offizier und der erste Vizegouverneur der Kolonie Van-Diemens-Land, des heutigen Tasmanien.

## Frühes Leben
Collins wurde 1754 als drittes Kind von Henrietta Fraser und dem Marineoffizier Arthur Tooker Collins geboren. Sein Großvater väterlicherseits war der Historiker Arthur Collins. Nach Besuch der Exeter Grammar School trat er im Alter von 14 Jahren als Ensign der Royal Marines in die Royal Navy ein. Am 20. Februar 1771 wurde er zum Second Lieutenant befördert.
1775 nahm Collins am Amerikanischen Unabhängigkeitskrieg teil. Nach der Schlacht von Bunker Hill wurde er zum First Lieutenant befördert. Ab November 1776 war er in Halifax stationiert, wo er am 13. Juni 1777 Maria Stuart Proctor heiratete.

## Sträflingskolonie Australien
Ohne seine Frau segelte er mit der HMS Sirius in die Botany Bay, die er am 20. Januar 1788 erreichte. Zur Ausrufung der Sträflingskolonie Australiens am 7. Februar 1788 verfasste er alle relevanten Gesetze, Amtsblätter und offiziellen Schreiben.
Unter Gouverneur Arthur Phillip war er für die Etablierung der Rechtsprechung in der Kolonie zuständig. Obwohl er kein Jurist war, richtete er gemeinsam mit zwei nominierten Personen in der ersten Zeit der neuen Kolonie auch über zivilrechtliche Angelegenheiten. In dem neu errichteten Kriminalgericht, dem er vorsaß, saßen mit ihm sechs Marine- oder Militäroffiziere. Collins war gelegentlich mit den Auseinandersetzungen zwischen dem Gouverneur Phillip und Major Robert Ross befasst, der die vier Kompanien der Royal Marines kommandierte, sofern sie das Kriminalgericht diesbezüglich anriefen. In allen Streitfällen stellte sich Collins auf die Seite von Phillip. Als Ross im März 1790 zum Vizegouverneur von Norfolk Island ernannt wurde und sich dorthin einschiffte, stellte Collins in einem Schreiben an seinen Vater fest, dass nun Ruhe eingekehrt sei und der Tag einer Vergeltung kommen werde.
Im Juni 1788 wurde er zum Sekretär des Gouverneurs Phillip ernannt, womit er mit weiteren offiziellen Pflichten befasst war, wie mit der Kriminalgerichtsbarkeit und mit Bestrafungen, Sträflingsarbeit, Gesundheitsfragen, Umfang von Rationen und Vorräten. Wie Phillip war er gegen jede Form von Rassismus, verurteilte jegliche Form der Gewalt gegen Aborigines und interessierte sich für ihr Kultur und Leben. Er wandte sich allerdings entschieden gegen jegliche Ungehorsamkeitsverweigerung von Sträflingen gegen Anordnungen des Gouverneurs. Im August 1779 wurde Collins zum Captain-Lieutenant und im Juli 1780 zum Captain befördert. Von 1783 bis 1786 war er unter Halbsold vom Militärdienst freigestellt.
Nach der Ankunft der Second Fleet sollten die Marines ins New South Wales Corps überführt werden oder nach England zurückzukehren. Die meisten verließen Australien auf der HMS Gorgon. Collins blieb, denn er wollte Phillip bis zu dessen Rückkehr im Dezember 1792 nicht verlassen. Er blieb noch länger, denn er wollte Francis Grose in seine Aufgaben als neuer Vizegouverneur einarbeiten. Im folgenden Jahr fragte Grose, ob er noch bis zur Ankunft von Vizegouverneur William Paterson bleibe könne. Deswegen verließ er Australien auf der HMS Britannia erst im August 1796, obwohl er seine Rückkehr bereits zwei Jahre zuvor beantragt hatte. Allerdings hatte er keine Antwort auf sein Gesuch erhalten.
Bei seiner Ankunft in London im Juni 1797 fand der seine Frau Maria krank vor und wurde erneut unter Halbsold vom Dienst freigestellt. Am 1. Januar 1798 wurde er in den Rang eines Lieutenant-Colonel befördert, ohne dadurch wieder einen Dienstposten zu erhalten. Im Mai 1798 stellte er seine erste Veröffentlichung An Account of the English Colony in New South Wales fertig. Es war erfolgreich und kam 1779 in einer deutschsprachigen Version heraus. Eine weitere Veröffentlichung zu dieser Thematik wurde 1802 publiziert.

## Van Diemen’s Land
1802 wurde er mit der Gründung einer Siedlung an der Bass Strait beauftragt und am 4. Januar 1803 zum Vizegouverneur von Tasmanien ernannt. Er segelte auf der HMS Calcutta dorthin und kam am 9. Oktober an. Die Gründung dieser Siedlung am Port Phillip in der Gegend des heutigen Melbourne gab er nach Gebietserkundigungen allerdings auf.
Collins segelte weiter südlich nach Van Diemen’s Land, das heutige Tasmanien, wo John Bowen zu dieser Zeit die Siedlung Hobart errichtete. Im Februar 1804 erreichte er Hobart und nahm den weiteren Aufbau der Stadt in die Hand.
Collins Zeit als Vizegouverneur der jungen Kolonie war von Mangel an Nahrung und Werkzeugen geprägt. Häufig schrieb er an die Gouverneure anderer Kolonien, wie New South Wales oder sogar die Kapkolonie, sowie die englische Regierung und bat um Unterstützung, die ihm jedoch selten gewährt wurde. Im Gegenteil, seine Forderungen wurden sogar als überzogen kritisiert und er wurde angemahnt, mit den gelieferten Waren sparsamer umzugehen. Im Oktober 1808 erreichten mehr als 550 neue Siedler Hobart, die von der britischen Krone von den Norfolkinseln nach Tasmanien geschickt worden waren mit dem Versprechen, dort Land, Häuser und Zwangsarbeiter aus der nahen Strafkolonie zur Verfügung gestellt zu bekommen. Dies verdoppelte auf einem Schlag die Einwohnerzahl Hobarts und Collins hatte große Schwierigkeiten, die Siedler zufrieden zu stellen.
Im Mai 1808 wurde Collins in den Rang eines Colonel befördert.
Am 30. März 1809 erreichte William Bligh, der zuvor im Zuge der Rum Rebellion von Aufständischen als Gouverneur von New South Wales gestürzt worden war, Hobart. Nachdem Collins ihn zunächst freundlich empfangen hatte, verschlechterte sich bald die Stimmung und Bligh ankerte sein Schiff vor Hobart. Er forderte nun Wegezoll von jedem Schiff und eröffnete das Feuer, falls sich das Schiff weigerte, zu bezahlen. Erst am 4. Januar 1810 zog Bligh ab und segelte zurück nach Sydney, wo inzwischen der neue Gouverneur Lachlan Macquarie sein Amt übernommen hatte.
Collins verstarb ohne vorherige Anzeichen am 24. März 1810 und wurde an der Stelle der heutigen St.-Davids-Kathedrale in Hobart begraben.

## Nachkommen
Mit seiner Ehefrau Maria hatte er eine Tochter, die im Kindesalter starb. In Sydney hatte er mit Ann Yeates eine Tochter und einen Sohn sowie in Hobart zwei Kinder mit Margaret Eddington.